# Uckerland
Uckerland é um município da Alemanha, situado no distrito de Uckermark, no estado de Brandemburgo. Tem 166,19 km² de área, e sua população em 2019 foi estimada em 2.579 habitantes.